# Patthe Bapurao
Patthe Bapurao (n. 11 de noviembre de 1868 † f. 22 de diciembre de 1941) fue un cantante y poeta marathi indio, formó parte del género musical del teatro Tamasha.
También compuso parodias dramáticas y humorísticas, que también fueron muy populares.

## Biografía
Nacido el 11 de noviembre de 1868, (en Rethareharnax, Sangli, Maharashtra), proviene de en una típica familia de la casta de los brahmanes de Maharashtra, se casó con la cortesana Pawala y se convirtió en uno de los artistas más populares a principios del siglo XX. En su memoria, Patthe Bapurao Street, es el nombre dado en una de las calles en la zona de Redlight sur de Mumbai. Una película se ha producido en su honor y varias calles llevan el nombre de él en Mumbai y otras ciudades de la India. El nombre también se escribe como Bapurav. 
Falleció el 22 de diciembre de 1941.